# Sarıköy, Eleşkirt
Sarıköy là một xã thuộc huyện Eleşkirt, tỉnh Ağrı, Thổ Nhĩ Kỳ. Dân số thời điểm năm 2011 là 458 người.